# A Girl Named Jo
A Girl Named Jo ist eine US-amerikanische Jugendserie aus dem Jahr 2018. Sie feierte am 3. Juli 2018 auf dem Onlinesender Brat TV ihre Premiere. Die Hauptdarsteller der Serie sind Jules LeBlanc und Addison Riecke.

## Handlung
Die Serie erzählt die Geschichte der Teenager Jo Chambers und Cathy Fitzroy, die im Jahr 1963 in einer amerikanischen Kleinstadt namens Attaway leben und zusammen auf eine Schule gehen. Während Cathy aus einer wohlhabenden Familie stammt, gehört Jo der Unterschicht an und gilt als Außenseiter.
Nachdem sich Jo und Cathy durch einen Zufall näher kennenlernen, freunden sie sich unerwartet an. Gemeinsam versuchen sie nun ein Mysterium in ihrer Stadt aufzudecken, in das auch ihre Familien verwickelt sind.
```
A Girl Named Jo spielt in der fiktiven Kleinstadt Attaway, die auch Handlungsort der 
BratTv
 Serie 
Chicken Girls
 ist, in der ebenfalls 
Jules LeBlanc
 die Hauptrolle spielt.
```